# KAA Gent in het seizoen 2001/02
De Belgische voetbalclub KAA Gent eindigde in het seizoen 2001/02 in de Belgische competitie op de vierde plaats. In de Beker van België werd in de 16e finales na spelen van verlengingen verloren van eersteklasser Germinal Beerschot met 4–3.

## Spelerskern
| Nr.           | Naam                         | Nationaliteit                             | Geboortedatum        | Bij de club sinds | Vorige club             | Positie      |
| ------------- | ---------------------------- | ----------------------------------------- | -------------------- | ----------------- | ----------------------- | ------------ |
| Keepers       |                              |                                           |                      |                   |                         |              |
| 1             | Nicolas Denys                | Vlag van België                           | 18-01-1980 [20 jaar] | 2000              | Club Brugge             | DM           |
| 23            | Frédéric Herpoel             | Vlag van België                           | 16-08-1974 [26 jaar] | 1997              | RSC Anderlecht          | DM           |
| 29            | Olivier Van Impe             | Vlag van België                           | 03-12-1983 [17 jaar] | 2000              | Eigen Jeugd             | DM           |
| Verdedigers   |                              |                                           |                      |                   |                         |              |
| 2             | Jacky Peeters                | Vlag van België                           | 13-12-1969 [31 jaar] | 2000              | Arminia Bielefeld       | RB, CV       |
| 3             | Vital Borkelmans             | Vlag van België                           | 01-06-1963 [38 jaar] | 2000              | Club Brugge             | LB, LM       |
| 4             | Tomas Vasov derde            | Vlag van Servië · Vlag van Duitsland      | 31-01-1972 [29 jaar] | 1996              | Borak Čačak             | CV, LIB      |
| 5             | Edin Ramčić (2)              | Vlag van Bosnië en Herzegovina            | 01-08-1970 [30 jaar] | 1993              | NK Istra Pula           | LIB, CV, CVM |
| 6             | Geri Çipi                    | Vlag van Albanië                          | 28-02-1976 [25 jaar] | 2000              | NK Maribor              | CV           |
| 19            | Anders Møller Christensen    | Vlag van Denemarken                       | 26-07-1977 [23 jaar] | 1999              | Næstved BK              | RB, CV, RM   |
| 20            | Ibrahima Faye                | Vlag van Senegal                          | 22-10-1979 [21 jaar] | 2001              | Red Star 93             | LB, CV       |
| 21            | Nenad Vanić                  | Vlag van Servië                           | 30-08-1970 [30 jaar] | 2001              | Sporting Lokeren        | LIB, CV, CVM |
| 25            | Morten Pedersen              | Vlag van Noorwegen                        | 12-04-1972 [29 jaar] | 2000              | Rosenborg BK            | LB, CV, LM   |
| 26            | Brecht Verbrugghe            | Vlag van België                           | 29-04-1982 [19 jaar] | 1999              | KSV Roeselare           | CV, CVM      |
| 31            | Cédric Carrez                | Vlag van Frankrijk                        | 07-02-1974 [27 jaar] | 1999              | Lille OSC               | CV           |
| Middenvelders |                              |                                           |                      |                   |                         |              |
| 8             | Matthieu Verschuere          | Vlag van Frankrijk                        | 08-02-1972 [29 jaar] | gehuurd           | CS Sedan                | CVM          |
| 9             | Saša Gajser                  | Vlag van Slovenië                         | 11-02-1974 [27 jaar] | 1999              | NK Rudar Velenje        | CM, RM, LM   |
| 10            | Darko Anić                   | Vlag van Servië                           | 05-03-1974 [27 jaar] | 2001              | Siirtspor               | CAM, CM      |
| 12            | Aldo Olcese (2)              | Vlag van Peru                             | 23-10-1974 [26 jaar] | 2000              | Sporting Cristal        | CAM, RV, CM  |
| 14            | Nasrédine Kraouche           | Vlag van Algerije                         | 27-08-1979 [21 jaar] | 2000              | FC Metz                 | CAM, LV, CM  |
| 22            | Éric Joly (2)                | Vlag van Frankrijk                        | 06-10-1972 [28 jaar] | 1999              | KV Kortrijk             | CM, CVM      |
| 24            | Gaby Mudingayi               | Vlag van België · Vlag van Congo-Kinshasa | 01-10-1981 [20 jaar] | 2000              | Union Sint-Gillis       | CVM, RB      |
| 28            | Martinus 'Martin' Laamers    | Vlag van Nederland                        | 02-08-1967 [33 jaar] | 2000              | KRC Harelbeke           | CVM, LIB     |
| 30            | John Machethe (2)            | Vlag van Kenia                            | 10-10-1979 [21 jaar] | 2001              | Tusker FC               | CM, LM, LV   |
| 32            | Spencer Verbiest             | Vlag van België                           | 06-02-1984 [17 jaar] | 2001              | Eigen Jeugd             | CM, CVM      |
| Aanvallers    |                              |                                           |                      |                   |                         |              |
| 7             | Djima Oyawolé                | Vlag van Togo                             | 18-10-1976 [24 jaar] | 2001              | FC Metz                 | RV, SP       |
| 11            | Gunther Schepens vice        | Vlag van België                           | 04-05-1973 [28 jaar] | 2000              | Karlsruher SC           | LV, LM, CAM  |
| 12            | Monday Omo                   | Vlag van Nigeria · Vlag van België        | 16-08-1984 [16 jaar] | 2001              | KSV Roeselare           | CA, SP       |
| 15            | Diego Ruiz (2)               | Vlag van Argentinië                       | 19-12-1980 [20 jaar] | 2001              | Club Atlético San Telmo | SP           |
| 16            | Samuel Wiart                 | Vlag van Frankrijk                        | 23-06-1973 [28 jaar] | 2001              | AS Nancy                | CA, SP       |
| 17            | Alexandros Kaklamanos vierde | Vlag van Griekenland                      | 20-05-1974 [27 jaar] | 2000              | Sporting Charleroi      | SP           |
| 18            | Ahmed Salah Hosny (3)        | Vlag van Egypte                           | 11-07-1979 [21 jaar] | 2002              | VfB Stuttgart           | LV, SP       |
| 22            | Patrick Dimbala (3)          | Vlag van België · Vlag van Congo-Kinshasa | 20-09-1982 [18 jaar] | 2002              | Eendracht Aalst         | SP, RV, RM   |
| 27            | Anders Nielsen               | Vlag van Denemarken · Vlag van België     | 06-12-1970 [30 jaar] | 1997              | Club Brugge             | SP, RV, LV   |

 : Aanvoerder

#### Opmerkingen
1. ↑  (1): werd verkocht tijdens de zomertransferperiode (zie verder) maar speelde in het begin van het seizoen nog enkele wedstrijden voor KAA Gent.
2. ↑  (2): enkel eerste seizoenshelft bij KAA Gent; zie wintertransfers uitgaand.
3. ↑  (3): enkel tweede seizoenshelft bij KAA Gent; zie wintertransfers inkomend.
4. ↑  Leeftijd van de speler op 1 juli 2002.
5. ↑  DM: Doelman, LIB: Libero, RB: Rechtsback, CV: Centrale verdediger, LB: Linksback, CVM: Verdedigende middenvelder, CM: Centrale middenvelder, RM: Rechtsmidden, LM: Linksmidden, CAM: Aanvallende middenvelder, RV: Rechter vleugelspits, LV: Linker vleugelspits, CA: Hangende spits, SP: Centrumspits.
6. ↑  In de zomer speelde Faye met rugnummer 16, wat later werd gewijzigd naar 20.
7. ↑  In de zomer speelde Vanić met rugnummer 8, wat later werd gewijzigd naar 21.
8. ↑  In de zomer speelde Schepens met rugnummer 13, wat later werd gewijzigd naar 11.
9. ↑  In de eerste seizoenshelft speelde Monday Omo nog met rugnummer 20, wat later werd gewijzigd naar de 12 na het vertrek van Aldo Olcese. Bij de start van volgend seizoen begon Omo opnieuw met 20, maar hij verliet Gent alsnog in de zomer van 2002. Hierop bleef de 20 ongebruikt tot de komst van Madjid Adjaoud in de winter van 2002–2003.
10. ↑  In de zomer speelde Wiart met rugnummer 11, wat later werd gewijzigd naar 16.

## Technische staf
| Functie           | Naam                 | Nationaliteit | Opmerking                         |
| ----------------- | -------------------- | ------------- | --------------------------------- |
| Hoofdtrainer      | Patrick Remy         | Frankrijk     | Tot 28 februari 2002              |
| Hoofdtrainer      | Herman Vermeulen     | België        | Ad interim vanaf 28 februari 2002 |
| Assistent-trainer | Herman Vermeulen     | België        | /                                 |
| Keepertrainer     | Philippe Vande Walle | België        | /                                 |

## Resultaten
Een overzicht van de competities waaraan KAA Gent in het seizoen 2001-2002 deelnam.
| Seizoen 2001/02    | Seizoen 2001/02 | Seizoen 2001/02     |
| Competitie         | Resultaat       | Uitgeschakeld door  |
| ------------------ | --------------- | ------------------- |
| Eerste klasse      | 4e              |                     |
| Beker van België   | 1/16e finale    | Germinal Beerschot  |
| UEFA Intertoto Cup | Halve finale    | Paris Saint-Germain |

## Uitrustingen
Shirtsponsor(s): VDK bank

Sportmerk: Umbro
| Thuis | Uit | Alternatief | Doelman | Doelman | Doelman |

## Transfers

### Ingaand
| Naam                | Land                                      | Positie | Van                     | Type                 |       |
| zomer               | zomer                                     | zomer   | zomer                   | zomer                | zomer |
| ------------------- | ----------------------------------------- | ------- | ----------------------- | -------------------- | ----- |
| Anders Nielsen      | Vlag van Denemarken · Vlag van België     | A       | Omonia Nicosia          | Terug van huur       |       |
| Matthieu Verschuere | Vlag van Frankrijk                        | M       | CS Sedan                | Gehuurd              |       |
| Monday Omo          | Vlag van Nigeria · Vlag van België        | A       | KSV Roeselare           | Transfersom onbekend |       |
| Darko Anić          | Vlag van Servië                           | M       | Siirtspor               | Transfersom onbekend |       |
| Ibrahima Faye       | Vlag van Senegal                          | V       | AS Red Star 93          | Transfersom onbekend |       |
| Djima Oyawolé       | Vlag van Togo                             | A       | FC Metz                 | Transfersom onbekend |       |
| Nenad Vanić         | Vlag van Servië                           | M       | Sporting Lokeren        | Transfersom onbekend |       |
| Diego Ruiz          | Vlag van Argentinië                       | A       | Club Atlético San Telmo | Transfersom onbekend |       |
| herfst              |                                           |         |                         |                      |       |
| Ahmed Salah Hosny   | Vlag van Egypte                           | A       | VfB Stuttgart           | BEF 20.169.950 ,-    |       |
| winter              |                                           |         |                         |                      |       |
| Patrick Dimbala     | Vlag van België · Vlag van Congo-Kinshasa | A       | SC Eendracht Aalst      | Transfervrij         |       |

### Uitgaand
| Naam             | Land                                  | Positie | Naar                 | Type                           |       |
| zomer            | zomer                                 | zomer   | zomer                | zomer                          | zomer |
| ---------------- | ------------------------------------- | ------- | -------------------- | ------------------------------ | ----- |
| Mido             | Vlag van Egypte                       | A       | Ajax Amsterdam       | BEF 161.359.600. ,-            |       |
| Kenneth Spitaels | Vlag van België                       | V       | KSK Ronse            | Verkocht                       |       |
| Jérôme Brocard   | Vlag van Frankrijk                    | A       | CS Sedan             | Verkocht                       |       |
| Thomas Meeuwssen | Vlag van België                       | A       | Dessel Sport         | Verkocht                       |       |
| Ola Tidman       | Vlag van Zweden                       | DM      | RAA Louviéroise      | Verkocht                       |       |
| Jérôme Lempereur | Vlag van Frankrijk                    | A       | AS Beauvais          | Transfervrij                   |       |
| Tarik Kharif     | Vlag van Frankrijk · Vlag van Marokko | M       | RFC Luik             | Transfervrij                   |       |
| Miguel Capilla   | Vlag van Spanje                       | A       | Union Sint-Gillis    | Transfervrij                   |       |
| herfst           |                                       |         |                      |                                |       |
| John Machethe    | Vlag van Kenia                        | M       | Racing Gent-Zeehaven | Verhuurd                       |       |
| Cédric Carrez    | Vlag van Frankrijk                    | V       | SC Eendracht Aalst   | Verhuurd                       |       |
| Éric Joly        | Vlag van Frankrijk                    | M       | SC Eendracht Aalst   | Verhuurd                       |       |
| Aldo Olcese      | Vlag van Peru                         | M       | SC Eendracht Aalst   | Verkocht op 27 november 2001   |       |
| Edin Ramčić      | Vlag van Bosnië en Herzegovina        | V       | RWD Molenbeek        | Transfervrij op 1 oktober 2001 |       |
| winter           |                                       |         |                      |                                |       |
| Diego Ruiz       | Vlag van Argentinië                   | A       | KV Kortrijk          | Verkocht                       |       |
| Flavinho         | Vlag van Brazilië                     | M       | Tupi FC              | Verkocht                       |       |

## Jupiler Pro League

### Wedstrijden
| Jupiler Pro League                                                      |                                                     |                                 |                                                                                        | |                                                                  |
| Wedstrijddetails                                                        | Thuisploeg                                          | Uitslag                         | Uitploeg                                                                               | Opstelling | Kaarten                                                          |
| Heenronde                                                               |                                                     |                                 |                                                                                        | |                                                                  |
| 11 augustus 2001 20:00 Jules Ottenstadion Gent (Gentbrugge)             | KAA Gent                                            | 4 - 2                           | STVV                                                                                   | Herpoel Peeters, Çipi, Vanić, Faye Verschuere, Gajser, Anić (89' Borkelmans) Oyawolé (84' Kraouche), Kaklamanos, Schepens (82' Nielsen) Wedstrijdverslag                | Kaklamanos 34' Çipi 70' Faye 85' Kaklamanos                      |
| 11 augustus 2001 20:00 Jules Ottenstadion Gent (Gentbrugge)             | Anić 26' Anić 44' Oyawolé 50' Vanić 90' (pen)       | 0-1 1-1 2-1 3-1 3-2 4-2         | 6' Mbonabucya 61' (pen) Boffin                                                         | Herpoel Peeters, Çipi, Vanić, Faye Verschuere, Gajser, Anić (89' Borkelmans) Oyawolé (84' Kraouche), Kaklamanos, Schepens (82' Nielsen) Wedstrijdverslag                | Kaklamanos 34' Çipi 70' Faye 85' Kaklamanos                      |
| 17 augustus 2001 20:00 Le Canonnier Moeskroen                           | Excelsior Moeskroen                                 | 0 - 1                           | KAA Gent                                                                               | Herpoel Peeters, Çipi, Vanić, Faye Verschuere Kraouche, Anić (89' Wiart), Schepens (75' Ramčić) Oyawolé, Nielsen (80' Gajser) Wedstrijdverslag                          | 63' Kraouche                                                     |
| 17 augustus 2001 20:00 Le Canonnier Moeskroen                           |                                                     | 0-1                             | 20' Nielsen                                                                            | Herpoel Peeters, Çipi, Vanić, Faye Verschuere Kraouche, Anić (89' Wiart), Schepens (75' Ramčić) Oyawolé, Nielsen (80' Gajser) Wedstrijdverslag                          | 63' Kraouche                                                     |
| 25 augustus 2001 20:00 Jules Ottenstadion Gent (Gentbrugge)             | KAA Gent                                            | 4 - 1                           | KVC Westerlo                                                                           | Herpoel Peeters, Çipi, Vanić, Faye Gajser (89' Wiart), Verschuere, Anić (46' Kraouche), Schepens (79' Borkelmans) Kaklamanos, Nielsen Wedstrijdverslag                  | 34' Kaklamanos 52' Gajser                                        |
| 25 augustus 2001 20:00 Jules Ottenstadion Gent (Gentbrugge)             | Vanić 16' Nielsen 17' Nielsen 54' Nielsen 87'       | 1-0 2-0 3-0 3-1 4-1             | 86' (own) Vanić                                                                        | Herpoel Peeters, Çipi, Vanić, Faye Gajser (89' Wiart), Verschuere, Anić (46' Kraouche), Schepens (79' Borkelmans) Kaklamanos, Nielsen Wedstrijdverslag                  | 34' Kaklamanos 52' Gajser                                        |
| 9 september 2001 20:00 Daknamstadion Lokeren (Daknam)                   | Sporting Lokeren                                    | 0 - 1                           | KAA Gent                                                                               | Herpoel Peeters, Çipi, Vanić, Faye Kraouche, Verschuere, Anić (64' Gajser), Schepens (79' Ramčić) Kaklamanos (84' Borkelmans), Nielsen Wedstrijdverslag                 | 16' Çipi 79' Gajser                                              |
| 9 september 2001 20:00 Daknamstadion Lokeren (Daknam)                   |                                                     | 0-1                             | 76' Kaklamanos                                                                         | Herpoel Peeters, Çipi, Vanić, Faye Kraouche, Verschuere, Anić (64' Gajser), Schepens (79' Ramčić) Kaklamanos (84' Borkelmans), Nielsen Wedstrijdverslag                 | 16' Çipi 79' Gajser                                              |
| 15 september 2001 20:00 Jules Ottenstadion Gent (Gentbrugge)            | KAA Gent                                            | 2 - 1                           | KSK Beveren                                                                            | Herpoel Peeters, Çipi, Vanić, Borkelmans Verschuere Kraouche (46' Gajser), Anić, Schepens (88' Faye) Kaklamanos, Nielsen (90' Joly) Wedstrijdverslag                    | geen voor KAA Gent                                               |
| 15 september 2001 20:00 Jules Ottenstadion Gent (Gentbrugge)            | Schepens 47' Nielsen 64' Vanić 84'                  | 0-1 1-1 2-1                     | 37' Zézéto                                                                             | Herpoel Peeters, Çipi, Vanić, Borkelmans Verschuere Kraouche (46' Gajser), Anić, Schepens (88' Faye) Kaklamanos, Nielsen (90' Joly) Wedstrijdverslag                    | geen voor KAA Gent                                               |
| 23 september 2001 20:00 Bosuilstadion Antwerpen (Deurne)                | Antwerp                                             | 2 - 3                           | KAA Gent                                                                               | Herpoel Peeters , Çipi, Vanić, Borkelmans Gajser, Verschuere, Anić (54' Oyawolé), Wiart (71' Schepens) Kaklamanos, Nielsen (80' Joly) Wedstrijdverslag                  | 47' Gajser 81' Kaklamanos 82' Peeters                            |
| 23 september 2001 20:00 Bosuilstadion Antwerpen (Deurne)                | Goots 41' (pen) De Neys 50'                         | 1-0 2-0 2-1 2-2 2-3             | 56' (pen) Vanić 64' Nielsen 74' Oyawolé                                                | Herpoel Peeters , Çipi, Vanić, Borkelmans Gajser, Verschuere, Anić (54' Oyawolé), Wiart (71' Schepens) Kaklamanos, Nielsen (80' Joly) Wedstrijdverslag                  | 47' Gajser 81' Kaklamanos 82' Peeters                            |
| 29 september 2001 20:00 Jules Ottenstadion Gent (Gentbrugge)            | KAA Gent                                            | 2 - 1                           | La Louvière                                                                            | Herpoel Peeters, Çipi, Vanić, Faye Verschuere, Joly (80' Mudingayi), Anić Oyawolé, Nielsen (46' Machethe), Schepens Wedstrijdverslag                                    | 52' Faye                                                         |
| 29 september 2001 20:00 Jules Ottenstadion Gent (Gentbrugge)            | Nielsen 15' Schepens 42'                            | 1-0 1-1 2-1                     | 36' Delbeeke                                                                           | Herpoel Peeters, Çipi, Vanić, Faye Verschuere, Joly (80' Mudingayi), Anić Oyawolé, Nielsen (46' Machethe), Schepens Wedstrijdverslag                                    | 52' Faye                                                         |
| 10 oktober 2001 18:00 Constant Vanden Stockstadion Brussel (Anderlecht) | RSC Anderlecht                                      | 2 - 0                           | KAA Gent                                                                               | Herpoel Peeters, Çipi, Vanić, Faye Gajser (76' Kaklamanos), Verschuere, Joly (63' Kraouche), Schepens Oyawolé, Nielsen Wedstrijdverslag                                 | Faye 15' Peeters 35' Gajser 56' Schepens 70' Verschuere 73' Faye |
| 10 oktober 2001 18:00 Constant Vanden Stockstadion Brussel (Anderlecht) | Baseggio 59' (pen) Baseggio 88' (pen)               | 1-0 2-0                         |                                                                                        | Herpoel Peeters, Çipi, Vanić, Faye Gajser (76' Kaklamanos), Verschuere, Joly (63' Kraouche), Schepens Oyawolé, Nielsen Wedstrijdverslag                                 | Faye 15' Peeters 35' Gajser 56' Schepens 70' Verschuere 73' Faye |
| 13 oktober 2001 20:00 Jules Ottenstadion Gent (Gentbrugge)              | KAA Gent                                            | 0 - 0                           | KRC Genk                                                                               | Herpoel Peeters, Çipi, Vanić, Borkelmans Verschuere, Anić, Kraouche Oyawolé, Kaklamanos, Schepens (75' Nielsen) Wedstrijdverslag                                        | 62' Vanić                                                        |
| 13 oktober 2001 20:00 Jules Ottenstadion Gent (Gentbrugge)              |                                                     |                                 |                                                                                        | Herpoel Peeters, Çipi, Vanić, Borkelmans Verschuere, Anić, Kraouche Oyawolé, Kaklamanos, Schepens (75' Nielsen) Wedstrijdverslag                                        | 62' Vanić                                                        |
| 21 oktober 2001 20:00 Lisp Lier                                         | Lierse                                              | 1 - 2                           | KAA Gent                                                                               | Herpoel Peeters (38' Christensen), Carrez, Vanić, Borkelmans Verschuere, Anić, Kraouche (66' Mudingayi) Oyawolé, Kaklamanos, Nielsen (62' Schepens) Wedstrijdverslag    | 31' Oyawolé                                                      |
| 21 oktober 2001 20:00 Lisp Lier                                         | Snoeckx 39'                                         | 0-1 1-1 1-2                     | 9' Kaklamanos 87' Kaklamanos                                                           | Herpoel Peeters (38' Christensen), Carrez, Vanić, Borkelmans Verschuere, Anić, Kraouche (66' Mudingayi) Oyawolé, Kaklamanos, Nielsen (62' Schepens) Wedstrijdverslag    | 31' Oyawolé                                                      |
| 28 oktober 2001 13:00 Jules Ottenstadion Gent (Gentbrugge)              | KAA Gent                                            | 2 - 2                           | Club Brugge                                                                            | Van Impe Peeters , Çipi, Vanić, Borkelmans Verschuere, Mudingayi (46' Kraouche), Anić Oyawolé (62' Schepens), Kaklamanos, Nielsen (65' Gajser) Wedstrijdverslag         | 60' Verschuere                                                   |
| 28 oktober 2001 13:00 Jules Ottenstadion Gent (Gentbrugge)              | Vanić 45' (pen) Oyawolé 56'                         | 1-0 2-0 2-1 2-2                 | 85' Šimić 87' Šimić                                                                    | Van Impe Peeters , Çipi, Vanić, Borkelmans Verschuere, Mudingayi (46' Kraouche), Anić Oyawolé (62' Schepens), Kaklamanos, Nielsen (65' Gajser) Wedstrijdverslag         | 60' Verschuere                                                   |
| 4 november 2001 15:00 Pierre Cornelisstadion Aalst                      | Eendracht Aalst                                     | 1 - 3                           | KAA Gent                                                                               | Van Impe Peeters , Çipi, Vanić, Borkelmans (74' Faye) Verschuere, Anić (74' Mudingayi), Kraouche Oyawolé, Kaklamanos (84' Hosny), Nielsen Wedstrijdverslag              | 23' Çipi 34' Peeters                                             |
| 4 november 2001 15:00 Pierre Cornelisstadion Aalst                      |                                                     | 0-1 0-2 0-3                     | 40' Kaklamanos 41' Oyawolé 48' Nielsen                                                 | Van Impe Peeters , Çipi, Vanić, Borkelmans (74' Faye) Verschuere, Anić (74' Mudingayi), Kraouche Oyawolé, Kaklamanos (84' Hosny), Nielsen Wedstrijdverslag              | 23' Çipi 34' Peeters                                             |
| 24 november 2001 20:00 het Kiel Antwerpen (Wilrijk)                     | Germinal Beerschot                                  | 3 - 2                           | KAA Gent                                                                               | Herpoel Christensen, Vanić, Vasov , Borkelmans (85' Kraouche) Verschuere, Mudingayi (76' Olcese), Anić Gajser (82' Hosny), Kaklamanos, Oyawolé Wedstrijdverslag         | 89' Hosny                                                        |
| 24 november 2001 20:00 het Kiel Antwerpen (Wilrijk)                     | Mutavdžić 41' Degryse 38' Degryse 67' Mutavdžić 75' | 1-0 1-1 1-2 2-2 3-2             | 40' Oyawolé 43' Gajser                                                                 | Herpoel Christensen, Vanić, Vasov , Borkelmans (85' Kraouche) Verschuere, Mudingayi (76' Olcese), Anić Gajser (82' Hosny), Kaklamanos, Oyawolé Wedstrijdverslag         | 89' Hosny                                                        |
| 28 november 2001 20:00 Jules Ottenstadion Gent (Gentbrugge)             | KAA Gent                                            | 2 - 5                           | Standard Luik                                                                          | Herpoel Peeters , Çipi (12' Vasov), Vanić, Faye Verschuere, Anić, Kraouche (75' Mudingayi) Gajser (65' Oyawolé), Kaklamanos, Schepens Wedstrijdverslag                  | Vanić 30' Vanić                                                  |
| 28 november 2001 20:00 Jules Ottenstadion Gent (Gentbrugge)             | Vanić 6' (pen) Kraouche 52'                         | 1-0 1-1 1-2 1-3 1-4 2-4 2-5     | 14' Meyssen 22' (pen) Årst 26' Årst 32' (pen) Lukunku 87' Årst                         | Herpoel Peeters , Çipi (12' Vasov), Vanić, Faye Verschuere, Anić, Kraouche (75' Mudingayi) Gajser (65' Oyawolé), Kaklamanos, Schepens Wedstrijdverslag                  | Vanić 30' Vanić                                                  |
| 1 december 2001 20:00 Jules Ottenstadion Gent (Gentbrugge)              | KAA Gent                                            | 0 - 0                           | Lommel                                                                                 | Herpoel Peeters , Christensen, Pedersen, Borkelmans Verschuere, Anić (68' Schepens), Kraouche Oyawolé, Kaklamanos, Nielsen (76' Gajser) Wedstrijdverslag                | geen voor KAA Gent                                               |
| 1 december 2001 20:00 Jules Ottenstadion Gent (Gentbrugge)              |                                                     |                                 |                                                                                        | Herpoel Peeters , Christensen, Pedersen, Borkelmans Verschuere, Anić (68' Schepens), Kraouche Oyawolé, Kaklamanos, Nielsen (76' Gajser) Wedstrijdverslag                | geen voor KAA Gent                                               |
| 8 december 2001 20:00 Mambourg Charleroi                                | Sporting Charleroi                                  | 0 - 3                           | KAA Gent                                                                               | Herpoel Peeters , Vanić, Pedersen, Borkelmans (78' Faye) Verschuere Christensen (82' Mudingayi), Kraouche, Schepens Oyawolé, Kaklamanos Wedstrijdverslag                | geen voor KAA Gent                                               |
| 8 december 2001 20:00 Mambourg Charleroi                                |                                                     | 0-1 0-2 0-3                     | 40' Kaklamanos 48' Christensen 72' Kaklamanos                                          | Herpoel Peeters , Vanić, Pedersen, Borkelmans (78' Faye) Verschuere Christensen (82' Mudingayi), Kraouche, Schepens Oyawolé, Kaklamanos Wedstrijdverslag                | geen voor KAA Gent                                               |
| 19 december 2001 20:00 Edmond Machtensstadion Brussel (Molenbeek)       | RWDM                                                | 0 - 1                           | KAA Gent                                                                               | Herpoel Peeters , Vanić, Pedersen, Borkelmans (70' Faye) Christensen, Verschuere, Kraouche, Schepens (88' Mudingayi) Oyawolé (78' Nielsen), Kaklamanos Wedstrijdverslag | Oyawolé                                                          |
| 19 december 2001 20:00 Edmond Machtensstadion Brussel (Molenbeek)       |                                                     | 0-1                             | 57' Christensen                                                                        | Herpoel Peeters , Vanić, Pedersen, Borkelmans (70' Faye) Christensen, Verschuere, Kraouche, Schepens (88' Mudingayi) Oyawolé (78' Nielsen), Kaklamanos Wedstrijdverslag | Oyawolé                                                          |
| Terugronde                                                              |                                                     |                                 |                                                                                        | |                                                                  |
| 12 januari 2002 20:00 Staaien Sint-Truiden                              | STVV                                                | 0 - 1                           | KAA Gent                                                                               | Herpoel Peeters , Vanić, Pedersen, Borkelmans Verschuere, Christensen, Gajser (82' Mudingayi) Nielsen (71' Dimbala), Kaklamanos, Schepens (84' Faye) Wedstrijdverslag   | 82' Gajser 86' Peeters                                           |
| 12 januari 2002 20:00 Staaien Sint-Truiden                              |                                                     | 0-1                             | 30' Kaklamanos                                                                         | Herpoel Peeters , Vanić, Pedersen, Borkelmans Verschuere, Christensen, Gajser (82' Mudingayi) Nielsen (71' Dimbala), Kaklamanos, Schepens (84' Faye) Wedstrijdverslag   | 82' Gajser 86' Peeters                                           |
| 19 januari 2002 20:00 Jules Ottenstadion Gent (Gentbrugge)              | KAA Gent                                            | 1 - 1                           | Excelsior Moeskroen                                                                    | Herpoel Peeters , Vanić, Pedersen, Borkelmans (75' Faye) Verschuere, Gajser, Anić Dimbala (63' Schepens), Kaklamanos, Nielsen (79' Christensen) Wedstrijdverslag        | geen voor KAA Gent                                               |
| 19 januari 2002 20:00 Jules Ottenstadion Gent (Gentbrugge)              | Kaklamanos 52'                                      | 0-1 1-1                         | 18' Grégoire                                                                           | Herpoel Peeters , Vanić, Pedersen, Borkelmans (75' Faye) Verschuere, Gajser, Anić Dimbala (63' Schepens), Kaklamanos, Nielsen (79' Christensen) Wedstrijdverslag        | geen voor KAA Gent                                               |
| 26 januari 2002 20:00 't Kuipje Westerlo                                | KVC Westerlo                                        | 3 - 1                           | KAA Gent                                                                               | Herpoel Peeters , Vanić, Pedersen, Borkelmans (80' Faye) Verschuere, Gajser, Anić Dimbala (57' Dimbala), Kaklamanos, Nielsen (74' Christensen) Wedstrijdverslag         | 16' Vanić 75' Herpoel 77' Christensen                            |
| 26 januari 2002 20:00 't Kuipje Westerlo                                | Pelić 11' (pen) Pelić 16' (pen) Schaessens 60'      | 1-0 2-0 2-1 3-1                 | 37' Gajser                                                                             | Herpoel Peeters , Vanić, Pedersen, Borkelmans (80' Faye) Verschuere, Gajser, Anić Dimbala (57' Dimbala), Kaklamanos, Nielsen (74' Christensen) Wedstrijdverslag         | 16' Vanić 75' Herpoel 77' Christensen                            |
| 2 februari 2002 20:00 Jules Ottenstadion Gent (Gentbrugge)              | KAA Gent                                            | 1 - 1                           | Sporting Lokeren                                                                       | Herpoel Peeters , Çipi, Pedersen, Borkelmans Vanić, Gajser (75' Dimbala), Verschuere (62' Kraouche) Nielsen (88' Anić), Kaklamanos, Schepens Wedstrijdverslag           | 65' Çipi 70' Vanić 80' Kraouche                                  |
| 2 februari 2002 20:00 Jules Ottenstadion Gent (Gentbrugge)              | Kaklamanos 76'                                      | 0-1 1-1                         | 59' Zoundi                                                                             | Herpoel Peeters , Çipi, Pedersen, Borkelmans Vanić, Gajser (75' Dimbala), Verschuere (62' Kraouche) Nielsen (88' Anić), Kaklamanos, Schepens Wedstrijdverslag           | 65' Çipi 70' Vanić 80' Kraouche                                  |
| 9 februari 2002 20:00 Freethielstadion Beveren-Waas                     | KSK Beveren                                         | 2 - 2                           | KAA Gent                                                                               | Herpoel Peeters , Çipi, Pedersen, Borkelmans Verschuere (85' Anić) Gajser (72' Christensen), Kraouche, Schepens Oyawolé (85' Nielsen), Kaklamanos Wedstrijdverslag      | Gajser Borkelmans                                                |
| 9 februari 2002 20:00 Freethielstadion Beveren-Waas                     | Zézéto 65' Danilevičius 77'                         | 0-1 1-1 2-1 2-2                 | 52' Kaklamanos 90+2' Kaklamanos                                                        | Herpoel Peeters , Çipi, Pedersen, Borkelmans Verschuere (85' Anić) Gajser (72' Christensen), Kraouche, Schepens Oyawolé (85' Nielsen), Kaklamanos Wedstrijdverslag      | Gajser Borkelmans                                                |
| 17 februari 2002 15:00 Jules Ottenstadion Gent (Gentbrugge)             | KAA Gent                                            | 3 - 3                           | Antwerp                                                                                | Herpoel Peeters , Çipi, Vanić, Borkelmans Verschuere, Anić, Kraouche Oyawolé, Kaklamanos (85' Nielsen), Schepens (77' Christensen) Wedstrijdverslag                     | geen voor KAA Gent                                               |
| 17 februari 2002 15:00 Jules Ottenstadion Gent (Gentbrugge)             | Tate 21' (own) Oyawolé 40' Schepens 58'             | 1-0 2-0 2-1 3-1 3-2 3-3         | 46' Mussa 65' Pinxten 88' Pinxten                                                      | Herpoel Peeters , Çipi, Vanić, Borkelmans Verschuere, Anić, Kraouche Oyawolé, Kaklamanos (85' Nielsen), Schepens (77' Christensen) Wedstrijdverslag                     | geen voor KAA Gent                                               |
| 22 februari 2002 20:00 Tivoli La Louvière                               | La Louvière                                         | 3 - 1                           | KAA Gent                                                                               | Herpoel Peeters , Çipi, Vanić, Faye Verschuere, Mudingayi (46' Schepens), Kraouche Hosny, Kaklamanos, Nielsen (69' Dimbala) Wedstrijdverslag                            | 67' Çipi                                                         |
| 22 februari 2002 20:00 Tivoli La Louvière                               | Buelinckx 34' Karagiannis 37' Tilmant 87' (pen)     | 0-1 1-1 2-1 3-1                 | 25' Hosny                                                                              | Herpoel Peeters , Çipi, Vanić, Faye Verschuere, Mudingayi (46' Schepens), Kraouche Hosny, Kaklamanos, Nielsen (69' Dimbala) Wedstrijdverslag                            | 67' Çipi                                                         |
| 3 maart 2002 13:00 Jules Ottenstadion Gent (Gentbrugge)                 | KAA Gent                                            | 2 - 2                           | RSC Anderlecht                                                                         | Herpoel Peeters , Çipi, Pedersen, Borkelmans Vanić, Verschuere Gajser (46' Oyawolé), Anić (85' Nielsen), Schepens Kaklamanos (75' Hosny) Wedstrijdverslag               | 56' Anić 68' Schepens                                            |
| 3 maart 2002 13:00 Jules Ottenstadion Gent (Gentbrugge)                 | Schepens 59' Oyawolé 61'                            | 0-1 1-1 2-1 2-2                 | 43' Baseggio 64' Aruna Dindane                                                         | Herpoel Peeters , Çipi, Pedersen, Borkelmans Vanić, Verschuere Gajser (46' Oyawolé), Anić (85' Nielsen), Schepens Kaklamanos (75' Hosny) Wedstrijdverslag               | 56' Anić 68' Schepens                                            |
| 8 maart 2002 20:00 Fenixstadion Genk                                    | KRC Genk                                            | 2 - 1                           | KAA Gent                                                                               | Herpoel Peeters , Çipi, Pedersen, Faye Vanić, Verschuere Gajser (58' Oyawolé), Anić (62' Kraouche), Schepens Kaklamanos Wedstrijdverslag                                | 32' Gajser 78' Oyawolé                                           |
| 8 maart 2002 20:00 Fenixstadion Genk                                    | Sonck 81' Chatelle 85'                              | 0-1 1-1 2-1                     | 24' Vanić                                                                              | Herpoel Peeters , Çipi, Pedersen, Faye Vanić, Verschuere Gajser (58' Oyawolé), Anić (62' Kraouche), Schepens Kaklamanos Wedstrijdverslag                                | 32' Gajser 78' Oyawolé                                           |
| 16 maart 2002 20:00 Jules Ottenstadion Gent (Gentbrugge)                | KAA Gent                                            | 2 - 3                           | Lierse                                                                                 | Herpoel Peeters , Çipi, Pedersen, Faye (57' Christensen) Vanić, Verschuere Gajser, Anić (82' Hosny), Schepens Kaklamanos Wedstrijdverslag                               | Christensen Kaklamanos                                           |
| 16 maart 2002 20:00 Jules Ottenstadion Gent (Gentbrugge)                | Vanić 40' (pen) Kaklamanos 63'                      | 1-0 1-1 2-1 2-2 2-3             | 50' (pen) Sešlar 68' De Roeck 83' Huysegems                                            | Herpoel Peeters , Çipi, Pedersen, Faye (57' Christensen) Vanić, Verschuere Gajser, Anić (82' Hosny), Schepens Kaklamanos Wedstrijdverslag                               | Christensen Kaklamanos                                           |
| 24 maart 2002 13:00 Jan Breydelstadion Brugge (Sint-Andries)            | Club Brugge                                         | 0 - 1                           | KAA Gent                                                                               | Herpoel Peeters , Christensen, Vanić, Faye Mudingayi, Verschuere (73' Kraouche) Oyawolé, Anić (86' Verbrugghe), Schepens (84' Borkelmans) Kaklamanos Wedstrijdverslag   | 70' Anić 72' Vanić                                               |
| 24 maart 2002 13:00 Jan Breydelstadion Brugge (Sint-Andries)            |                                                     | 0-1                             | 57' Kaklamanos                                                                         | Herpoel Peeters , Christensen, Vanić, Faye Mudingayi, Verschuere (73' Kraouche) Oyawolé, Anić (86' Verbrugghe), Schepens (84' Borkelmans) Kaklamanos Wedstrijdverslag   | 70' Anić 72' Vanić                                               |
| 30 maart 2002 20:00 Jules Ottenstadion Gent (Gentbrugge)                | KAA Gent                                            | 2 - 2                           | Eendracht Aalst                                                                        | Herpoel Christensen (60' Borkelmans), Peeters , Vanić, Faye Mudingayi (46' Gajser), Verschuere Oyawolé, Anić (46' Kraouche), Schepens Kaklamanos Wedstrijdverslag       | 36' Peeters 70' Borkelmans 75' Gajser                            |
| 30 maart 2002 20:00 Jules Ottenstadion Gent (Gentbrugge)                | Kaklamanos 34' Oyawolé 79'                          | 1-0 1-1 1-2 2-2                 | 37' Stojak 46' Imagbudu                                                                | Herpoel Christensen (60' Borkelmans), Peeters , Vanić, Faye Mudingayi (46' Gajser), Verschuere Oyawolé, Anić (46' Kraouche), Schepens Kaklamanos Wedstrijdverslag       | 36' Peeters 70' Borkelmans 75' Gajser                            |
| 6 april 2002 20:00 Jules Ottenstadion Gent (Gentbrugge)                 | KAA Gent                                            | 1 - 1                           | Germinal Beerschot                                                                     | Herpoel Mudingayi, Vanić, Pedersen, Faye Omo (67' Schepens), Verschuere Oyawolé, Kraouche, Borkelmans Kaklamanos Wedstrijdverslag                                       | Mudingayi Faye                                                   |
| 6 april 2002 20:00 Jules Ottenstadion Gent (Gentbrugge)                 | Kraouche 57'                                        | 1-0 1-1                         | 60' Beloufa                                                                            | Herpoel Mudingayi, Vanić, Pedersen, Faye Omo (67' Schepens), Verschuere Oyawolé, Kraouche, Borkelmans Kaklamanos Wedstrijdverslag                                       | Mudingayi Faye                                                   |
| 13 april 2002 20:00 Soevereinstadion Lommel                             | Lommel                                              | 2 - 4                           | KAA Gent                                                                               | Herpoel Mudingayi (73' Christensen), Vanić, Pedersen, Borkelmans Laamers, Verschuere Oyawolé (79' Dimbala), Kraouche, Schepens (85' Hosny) Kaklamanos Wedstrijdverslag  | 16' Laamers 33' Schepens 42' Mudingayi                           |
| 13 april 2002 20:00 Soevereinstadion Lommel                             | Waligora 23' Valenta 86'                            | 0-1 1-1 1-2 1-3 2-3 2-4         | 12' Oyawolé 64' Oyawolé 84' Kaklamanos 88' Kaklamanos                                  | Herpoel Mudingayi (73' Christensen), Vanić, Pedersen, Borkelmans Laamers, Verschuere Oyawolé (79' Dimbala), Kraouche, Schepens (85' Hosny) Kaklamanos Wedstrijdverslag  | 16' Laamers 33' Schepens 42' Mudingayi                           |
| 20 april 2002 20:00 Jules Ottenstadion Gent (Gentbrugge)                | KAA Gent                                            | 3 - 0                           | Sporting Charleroi                                                                     | Herpoel Peeters , Vanić, Pedersen, Faye Dimbala (65' Hosny), Verschuere (88' Mudingayi), Kraouche (87' Anić), Borkelmans Oyawolé, Kaklamanos Wedstrijdverslag           | geen voor KAA Gent                                               |
| 20 april 2002 20:00 Jules Ottenstadion Gent (Gentbrugge)                | Dimbala 11' Oyawolé 34' Vanić 59' (pen)             | 1-0 2-0 3-0                     |                                                                                        | Herpoel Peeters , Vanić, Pedersen, Faye Dimbala (65' Hosny), Verschuere (88' Mudingayi), Kraouche (87' Anić), Borkelmans Oyawolé, Kaklamanos Wedstrijdverslag           | geen voor KAA Gent                                               |
| 28 april 2002 15:00 Sclessin Luik                                       | Standard Luik                                       | 0 - 1                           | KAA Gent                                                                               | Herpoel Peeters , Vanić, Pedersen, Faye Mudingayi, Verschuere Oyawolé, Kraouche (83' Anić), Borkelmans (65' Schepens) Kaklamanos (73' Dimbala) Wedstrijdverslag         | Mudingayi                                                        |
| 28 april 2002 15:00 Sclessin Luik                                       |                                                     | 0-1                             | 37' Kaklamanos                                                                         | Herpoel Peeters , Vanić, Pedersen, Faye Mudingayi, Verschuere Oyawolé, Kraouche (83' Anić), Borkelmans (65' Schepens) Kaklamanos (73' Dimbala) Wedstrijdverslag         | Mudingayi                                                        |
| 5 mei 2002 15:00 Jules Ottenstadion Gent (Gentbrugge)                   | KAA Gent                                            | 3 - 5                           | RWDM                                                                                   | Herpoel Christensen, Vanić, Pedersen, Faye Oyawolé, Verschuere, Kraouche, Schepens Dimbala, Kaklamanos (33' Borkelmans) Wedstrijdverslag                                | 30' Vanić 52' Faye 70' Borkelmans                                |
| 5 mei 2002 15:00 Jules Ottenstadion Gent (Gentbrugge)                   | Schepens 40' Borkelmans 65' (pen) Oyawolé 85'       | 0-1 0-2 1-2 1-3 2-3 2-4 2-5 3-5 | 14' Jaraković 23' Jaraković 52' (pen) Ramčić 72' Kolotilko 72' Kolotilko 78' Jaraković | Herpoel Christensen, Vanić, Pedersen, Faye Oyawolé, Verschuere, Kraouche, Schepens Dimbala, Kaklamanos (33' Borkelmans) Wedstrijdverslag                                | 30' Vanić 52' Faye 70' Borkelmans                                |

#### Opmerking
1. ↑  De laatste wedstrijd in de geschiedenis van het vroegere 'oude' RWDM voordat die club het faillissement aanvroeg.

### Overzicht
| Speeldag  | 1 | 2 | 3 | 4  | 5  | 6  | 7  | 8  | 9  | 10 | 11 | 12 | 13 | 14 | 15 | 16 | 17 | 18 | 19 | 20 | 21 | 22 | 23 | 24 | 25 | 26 | 27 | 28 | 29 | 30 | 31 | 32 | 33 | 34 |
| --------- | - | - | - | -- | -- | -- | -- | -- | -- | -- | -- | -- | -- | -- | -- | -- | -- | -- | -- | -- | -- | -- | -- | -- | -- | -- | -- | -- | -- | -- | -- | -- | -- | -- |
| Resultaat | w | w | w | w  | w  | w  | w  | v  | g  | w  | g  | w  | v  | v  | g  | w  | w  | w  | g  | v  | g  | g  | g  | v  | g  | v  | v  | w  | g  | g  | w  | w  | w  | v  |
| Punten    | 3 | 6 | 9 | 12 | 15 | 18 | 21 | 21 | 22 | 25 | 26 | 29 | 29 | 29 | 30 | 33 | 36 | 39 | 40 | 40 | 41 | 42 | 43 | 43 | 44 | 44 | 44 | 47 | 48 | 49 | 52 | 55 | 58 | 58 |
| Positie   | 4 | 6 | 3 | 2  | 2  | 2  | 1  | 1  | 1  | 1  | 1  | 1  | 1  | 2  | 2  | 2  | 4  | 4  | 4  | 4  | 5  | 5  | 5  | 4  | 6  | 5  | 5  | 6  | 6  | 6  | 7  | 6  | 5  | 4  |

### Klassement
|         |    |                      | P  | W  | G  | V  | +  | -  | DS  | Ptn |
| ------- | -- | -------------------- | -- | -- | -- | -- | -- | -- | --- | --- |
| K (CL)  | 1  | Genk                 | 34 | 20 | 12 | 2  | 85 | 43 | +42 | 72  |
| (CL)    | 2  | Club Brugge          | 34 | 22 | 4  | 8  | 74 | 41 | +33 | 70  |
| (UEFA)  | 3  | Anderlecht           | 34 | 18 | 12 | 4  | 71 | 37 | +34 | 66  |
|         | 4  | KAA Gent             | 34 | 16 | 10 | 8  | 62 | 51 | +11 | 58  |
|         | 5  | Standard Luik        | 34 | 15 | 12 | 7  | 57 | 38 | +19 | 57  |
| (beker) | 6  | Excelsior Moeskroen  | 34 | 17 | 5  | 12 | 68 | 40 | +28 | 56  |
|         | 7  | Sporting Lokeren SNW | 34 | 15 | 10 | 9  | 43 | 33 | +10 | 55  |
|         | 8  | Sint-Truiden         | 34 | 16 | 5  | 13 | 52 | 47 | +5  | 53  |
|         | 9  | Germinal Beerschot   | 34 | 11 | 16 | 7  | 68 | 51 | +17 | 49  |
| D       | 10 | RWDM                 | 34 | 13 | 5  | 16 | 50 | 59 | −9  | 44  |
|         | 11 | La Louvière          | 34 | 12 | 8  | 14 | 41 | 52 | −11 | 44  |
|         | 12 | Charleroi            | 34 | 11 | 6  | 17 | 40 | 63 | −23 | 39  |
|         | 13 | Lommel               | 34 | 10 | 9  | 15 | 54 | 66 | −12 | 39  |
|         | 14 | Westerlo             | 34 | 9  | 9  | 16 | 49 | 61 | −12 | 36  |
|         | 15 | Lierse               | 34 | 9  | 8  | 17 | 45 | 55 | −10 | 35  |
|         | 16 | Antwerp              | 34 | 7  | 10 | 17 | 47 | 67 | −20 | 31  |
| D       | 17 | Eendracht Aalst      | 34 | 4  | 9  | 21 | 32 | 73 | −41 | 21  |
|         | 18 | Beveren              | 34 | 2  | 8  | 24 | 30 | 91 | −61 | 14  |

P: wedstrijden gespeeld, W: wedstrijden gewonnen, G: gelijke spelen, V: wedstrijden verloren, +: gescoorde doelpunten, -: doelpunten tegen, DS: doelsaldo, Ptn: totaal punten
K: kampioen, D: degradeert, (beker): bekerwinnaar, (CL): geplaatst voor Champions League, (UEFA): geplaatst voor UEFA-beker

## Beker van België
| Beker van België                                    |                                               |                             |                                           | |                       |
| Wedstrijddetails                                    | Thuisploeg                                    | Uitslag                     | Uitploeg                                  | Opstelling | Kaarten               |
| 1/16 finales                                        |                                               |                             |                                           | |                       |
| 17 november 2001 20:30 het Kiel Antwerpen (Wilrijk) | Germinal Beerschot                            | 4 - 3 n.v.                  | KAA Gent                                  | Herpoel Peeters , Vanić, Vasov (73' Carrez), Borkelmans Verschuere, Mudingayi, Kraouche (71' Joly) Oyawolé (78' Hosny), Kaklamanos, Schepens | Herpoel 14' Mudingayi |
| 17 november 2001 20:30 het Kiel Antwerpen (Wilrijk) | Kpaka 5' (pen) Bodor 15' Kpaka 75' Kpaka 115' | 1-0 2-0 2-1 2-2 2-3 3-3 4-3 | 24' Kaklamanos 55' Oyawolé 61' Kaklamanos | Herpoel Peeters , Vanić, Vasov (73' Carrez), Borkelmans Verschuere, Mudingayi, Kraouche (71' Joly) Oyawolé (78' Hosny), Kaklamanos, Schepens | Herpoel 14' Mudingayi |